# Tuomo Könönen
Tuomo Könönen (Trollhättan, 29 december 1977) is een profvoetballer uit Finland, die speelt als verdediger. Hij werd geboren in Zweden, en staat sinds 2011 onder contract bij de Finse club RoPS Rovaniemi.

## Interlandcarrière
Könönen kwam in totaal zeven keer uit voor de nationale ploeg van Finland in de periode 2004–2008. Hij maakte zijn debuut onder leiding van bondscoach Antti Muurinen op 3 december 2004 in de vriendschappelijke wedstrijd tegen Oman (0-0) in Riffa (Bahrein), net als Janne Räsänen (Tampere United), Henri Scheweleff (Tampere United), Jussi Kujala (Tampere United) en Henri Sillanpää (AC Allianssi).

## Erelijst
MyPa-47
- Fins landskampioen

2005
- Beker van Finland

2004
 RoPS Rovaniemi
- Beker van Finland

2013
 Odd Grenland
- 1. divisjon

2008